# Le ballet
Le ballet è un brano della cantante canadese Céline Dion, registrato per il suo album francese D'eux (1995) e pubblicato come singolo promozionale in Francia nel gennaio 1996. La canzone fu immediatamente un enorme successo radiofonico.

## Contenuti e interpretazioni dal vivo
Le ballet è una canzone che ha un groove blues, con percussioni scattanti, chitarre armoniche ed elettriche che mostrano per la prima volta una Dion cantante di blues. La canzone è un esempio di stile di D'eux influenzato dal pop continentale, dalla musica folk, dal jazz e dal soul anni '70. Scritto e prodotto da Jean-Jacques Goldman, questo brano è considerato un esempio di gestione matura dei temi sentimentali da parte di Goldman ed è noto per le imitazioni degli strumenti della Dion, attuate durante il suo D'eux Tour partito nel 1995 e pubblicato sull'album Live à Paris. Le ballet durante il tour è stata usata in versione estesa e come tema di presentazione di tutti i membri della band; Céline ha eseguito la canzone in modo simile anche durante il suo Falling Into You Around the World. La canzone è stata anche eseguita nei concerti del Celine Dion Live 2017.

## Pubblicazioni e successo radiofonico
Per il singolo non è stato realizzato il videoclip musicale. Le ballet è stato incluso come traccia lato B del singolo Falling into You, pubblicato successivamente.
La canzone raggiunse il picco della classifica airplay francese alla posizione numero cinque. Trascorse due settimane nella top ten prime dieci e undici settimane in totale.
Il brano è stato anche presentato in alcune edizioni della più grande raccolta di successi in francese di Céline Dion pubblicata nel 2005, On ne change pas.

## Tracce
CD Singolo Promo (Francia) (Columbia: SAMP CD 3193)
1. Le ballet – 4:26 (Jean-Jacques Goldman)

## Classifiche
| Classifica (1996)       | Posizione massima raggiunta |
| ----------------------- | --------------------------- |
| Francia (Airpaly Chart) | 5                           |